# Comitati di quartiere
I comitati di quartiere sono gruppi di cittadini che si incontrano, attraverso riunioni periodiche oppure attraverso una bacheca, quest'ultima utilizzata principalmente per mantenere la visibilità delle comunicazioni e dei programmi in calendario oppure anche solo per favorirne la partecipazione.
L'obiettivo di questi comitati è rendere responsabile la cittadinanza delle scelte amministrative e sociali che riguardano la comunità, nonché al fine di farsi interpreti e promotori degli interessi dei cittadini di fronte alle istituzioni e alla pubblica amministrazione.
Questi comitati, non avendo scopi di lucro, sono categorizzati come entità no profit, sono apartitici e mantengono la propria autonomia nei confronti dei partiti politici, delle associazioni sportive, sociali e culturali operanti all'interno o al di fuori del quartiere. I comitati di quartiere sono entità indipendenti e non sono in alcun modo riconducibili a collegi istituzionali, come possono, ad esempio, essere i consigli circoscrizionali. Per la loro costituzione è necessaria la presenza di almeno tre persone, definite anche "soci fondatori".
L'avvento di mezzi moderni di comunicazione, come il web, ha concesso alle libere associazioni come i "comitati di quartiere" potenzialità notevoli, incrementandone la proliferazione e presenza sul territorio.